# 도화엔지니어링
주식회사 도화엔지니어링은 서울특별시 강남구에 본사를 둔 민간 소유의 건설 회사이다. 또한 대한민국 최대 규모의 엔지니어링 설계 회사 중 하나이기도 한다.

## 역사
- 1957년: 회사 설립
- 2010년 8월 12일: 유가증권시장 상장
- 2011년: 도화엔지니어링으로 상호 변경